# アミロプラスト

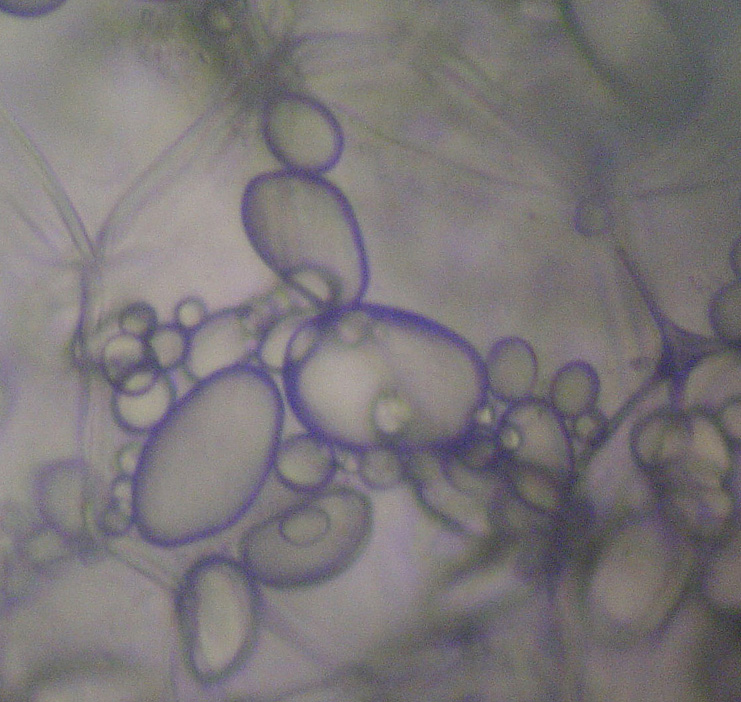
ジャガイモの細胞に含まれるアミロプラスト

アミロプラスト(Amyloplast)とは、プラスチド内にデンプン粒を含む細胞小器官。白色体の一種であり、サツマイモの塊根やジャガイモの塊茎、イネ、コムギ子実の胚乳、マメ科の子葉など、デンプン摂取を目的とした可食部には多くみられる。
一般的に、アミロプラストはプラスチド内に複数のデンプン粒をもつ複粒のアミロプラストと、プラスチド内に1つのデンプン粒しか含まない単粒のアミロプラストが存在する。普通、イネの胚乳では複粒のアミロプラストがみられ、コムギの胚乳では単粒のアミロプラストがみられる。形状も植物の種や、組織によって様々なものが観察されており、コムギの胚乳内では、どら焼きの様な形の大型のアミロプラストと、丸い小型のアミロプラストが混在している。可食部以外にも、根、葉、茎などで観察される。

## 重力屈性との関係
植物は、芽と根が生えるとき、根は地中に向けて生長方向を維持する。つまり、植物には生長する際に重力を検知する仕組みが備わっているということである。19世紀末に、根の根端の細胞で重力方向にデンプン粒が沈んでいる様子が確認された。この様子から、デンプン平衡石仮説が提唱された。2023年8月に平衡細胞内でアミロプラストが重力方向へ移動して、細胞膜に接触したときに、アミロプラストに存在するLAZY1-LIKE (LZY)タンパク質が細胞膜に移動することで重力方向を検知する役割があることが発表された。

アミロプラストと重力屈性。垂直の場合。
水平の場合。

また茎、樹皮にある内皮デンプン鞘にもアミロプラストが存在し、沈降することで重力を検知するようになっている。